# Koorda
Koorda – miasto w Australii, w stanie Australia Zachodnia.